# Howard (rivière)
Pour les articles homonymes, voir Howard.

La rivière Hinemoatū / Howard  (en anglais : Howard River) est un  cours d’eau du Nord de l’Île du Sud de la Nouvelle-Zélande.

## Géographie
C’est affluent du fleuve Buller . 
Elle a sa source dans la chaîne de Travers Range dans le Parc national des lacs Nelson, puis s’écoule vers le nord entre le Lac Rotoroa et le Lac Rotoiti, avant d’atteindre le fleuve Buller entre la gare de Kawatiri et Saint Arnaud.

## Nom
Connue auparavant sous le nom de « Howard River », la rivière fut officiellement renommée « Hinemoatū / Howard River » en août 2014.